# Falougha
Falougha (arabe : فالوغا) est une municipalité du district de Baabda au sein du gouvernorat du Mont-Liban, au Liban.Elle comprend les villages de Falougha et Khalwat Falougha et est à 35 kilomètres à l'est de Beyrouth.
Elle est située à une altitude moyenne de 1 250 mètres au-dessus du niveau de la mer et une superficie totale de 1 563 hectaress. En 2016, Falougha comptait 3 400 électeurs inscrits tandis que Khalwat Falougha en comptait 600.
Le village comprend une école publique où 150 élèves sont scolarisés en 2016, ainsi qu'un hôpital local doté de trente lits. Sept entreprises emploient chacune plus de cinq employés opérant à Falougha. Y vit une population mixte de druzes et de chrétiens des confessions maronite, melkite (catholique grecque) et grecque orthodoxe, tandis que les habitants de Khalouat Falougha sont entièrement druzes,.
Le village se situe sur le trajet du Lebanon Mountain Trail, sentier de grande randonnée qui parcourt tout le massif du Mont Liban.